# Sad Satan
『Sad Satan』(サッド・サタン)はTerror Engineで制作されたパソコンゲーム。2015年6月25日にYouTubeチャンネル「Obscure Horror Corner」で最初にその存在が報告された 。最初のレビューの後、チャンネルのゲーム映像は当初は多くの英語の出版物で、後に国際的に取り上げられた。

## 内容
Obscure Horror Cornerが投稿したオリジナル版は、不気味なモノクロの廊下を歩くだけの内容だった。
オリジナル版では、チャールズ・マンソンなどの様々な殺人犯のインタビュー音声やスウェーデン狂詩曲 (乱数放送)をはじめとする、様々な音声サンプルがループ再生されており、これらの音声はディストーションがかかったり逆再生されることが多かった。
プレイヤーがキャラクターを操作して廊下を通っている間に、画像が断続的に表示される。大半は児童虐待、特にジミー・サヴィルやロルフ・ハリスなどユーツリー作戦で起訴された人々のものとみられる画像が大半を占め、宮﨑勤といった殺人犯（または殺人で告発された人物）や正義の女神像の写真、イギリスの元首相マーガレット・サッチャーなどの政治家も含まれていた。また、事故や殺人で死亡した人物の画像や、テレビドラマ『ハンニバル』のシーズン1とみられる映像や、全英児童虐待防止協会の写真も含まれている。
本編におけるプレイヤー以外のキャラクターは、微動だにせず一つの場所に立ちつづけるだけでプレイヤーに何の反応も示さない子供達である。Obscure Horror Cornerが投稿した最後の映像ではそれらの子供の1人がプレイヤーの後を追い始めプレイヤーに「接触ダメージ」を与える。プレイヤーは自己防衛の手段やダメージを回復する能力がないため、本作のこの地点で死亡することが不可避となっている。

## 歴史
Kotakuとのインタビューにおいて、チャンネルの所有者は匿名の購読者からの情報を得た後にTorのhidden serviceからゲームをダウンロードしたと主張した。そして情報を送ったと思しき購読者はディープウェブのネット掲示板に匿名ユーザーの「ZK」が投稿したリンク経由でゲームを発見したと主張した。当初は、一部のフォロワーはゴア表現または児童ポルノが含まれている可能性を恐れ本作に懐疑的であった。しかしながら、Obscure Horror Cornerの所有者は今までのプレイでは、ゲームはそのような表現を含んでいないと述べた。
Kotakuのインタビューを受けて、本作について議論するためにRedditにsubreddit 「/r/sadsatan」が編成され、すぐにObscure Horror Cornerが提供した.onionのアドレスは無効な文字を含んでいることが発覚した。3日後、Obscure Horror Cornerの所有者が再びKotakuのインタビューを受けており、インタビューでは、実際にはゲーム自体にそのような生々しい素材が含まれており、Obscure Horror Cornerチャンネルの所有者はそのような素材が普及することに責任を持ちたくないためリンクは意図的に誤った形で与えたと主張した。Kotakuの記事のアップデートにおいてパトリシア・ヘルナンデスは以下の様に述べている:
私は発見の話をもっと懐疑的にお伝えするべきでした。それについて謝罪します。オリジナルの記事はゲームは実体的のものより神話的な状態に存在することを認めていますが、記事ではジェイミー(所有者)の話に関して何が具体的で何がそうでないのか更に明確にできたはずでした。
アップデートの数分前にZKと名乗る何者かがゲームの新バージョンを4chanに投稿した。「ZK」はObscure Horror Cornerは彼らの視聴者に対して「真の」Sad Satanを見せていないと主張した。4chanコミュニティのメンバーは本作のバージョンをダウンロードしプレイしようとした。一部のユーザーはコンピュータの動作が遅くなり始めたと不満を述べ、一部はゲームの起動を試みている間にコンピュータが完全に応答しなくなったとさえ報告した。更に一部のユーザーはゲームのこのバージョンを起動した後コンピュータが起動しなくなると報告した。あるRedditユーザーはコンピュータのメインハードドライブの代わりにLive USBからゲームの起動を試みた。後に通常通りにコンピュータの起動を試みたが読み込みに失敗した。/r/sadsatanコミュニティの大半が「clone(複製)」と名付けたこのバージョンは暴力的なゴア表現と児童ポルノの画像が含まれており、一部はゲームのタイトル画面の初めからアクセス可能だった。その結果、この生々しい画像が削除されたバージョン（「クリーン」版としばしば呼ばれる）がRedditユーザーにより制作され、再配布が行われた 。
2017年、児童ポルノ所持容疑で逮捕されたテキサス州ラボックのゲイリー・グレイブスという男が自身のYouTubeチャンネル「Scarebere」で「Sad Sad Satan」と題した動画を投稿していた。問題のYoutubeチャンネルは、4chanに「複製」へのリンクを含む投稿がされる4日前に作成されたRedditアカウントに遡ることができ、そのRedditアカウントは「ScarebereZK」だった。当該チャンネルで見つかった別の動画では中年の男が映されており、動画のクレジットで彼がゲイリー・グレイブスだと明かされていた。動画の男は2017年のラボックの犯罪者名簿で見つかったゲイリーと一致していた。そのため、一部ではゲイリーが実際はゲームの制作者であり、「複製」の投稿者であると仮定していた。

### 推測
Sad SatanはObscure Horror Cornerが取り上げた最後のゲームであり、以降は未知の理由からYouTubeチャンネルの更新は止まっている。
Youtubeチャンネルの購読者数を増やすための努力としてObscure Horror Cornerが実際に制作したものであり、ディープウェブのストーリーはアカウント全体を興味深くするための完全な偽りなのではないかとの推測がなされた。一部はObscure Horror Cornerがゲーム内に児童ポルノやゴア表現が実際に存在するという主張に信憑性を持たせるために「複製」も同様に制作したと考えている。
また、Sad SatanがObscure Horror Cornerの所有者によって製作されておらず、チャンネルの所有者がマルウェアバージョンのSad Satanのリリース後の全論争のために行方をくらました可能性もある。
他にもZKとObscure Horror Cornerの所有者は同一人物であると推測されている。